# Tommie-Amber Pirie
Tommie-Amber Pirie (Ottawa, 20 luglio 1990) è un'attrice canadese.
È nota soprattutto  per il ruolo di Claire nella serie televisiva Michael: Every Day, per la quale nel 2013 è stata candidata ai Canadian Screen Awards come miglior attrice nella categoria serie comiche.

## Biografia
Originaria di Ottawa, Pirie è stata una pattinatrice su ghiaccio artistica a livello juniores prima di dedicarsi alla recitazione.
Il suo debutto come attrice è avvenuto nella miniserie televisiva H2O, e il suo primo ruolo importante è stato nel film The Trotsky nel quale ha interpretato Sarah, sorella minore del personaggio, protagonista del film, Jay Baruchel.
Ha recitato in film di successo come What If, Sognando Alaska e Below Her Mouth.
Oltre alla sua nomination ai Canadian Screen Awards, ha ricevuto una candidatura come miglior attrice agli ACTRA Awards 2012 di Toronto. È protagonista insieme a Sarah Allen nel film horror The Retreat uscito nel maggio 2021.

## Filmografia

### Cinema
- The Trotsky, regia di Jacob Tierney (2009)
- Body Killer (Stripped Naked), regia di Lee Gordon Demarbre (2009)
- New Year, regia di Phil Borg (2010)
- What If, regia di Michael Dowse (2013)
- The Birder, regia di Ted Bezaire (2013)
- Pretend We're Kissing, regia di Matt Sadowski (2014)
- Sognando Alaska (Don't Get Killed in Alaska), regia di Bill Taylor (2014)
- How to Plan an Orgy in a Small Town, regia di Jeremy LaLonde (2015)
- Below Her Mouth, regia di April Mullen (2016)
- Tell the World, regia di Kyle Portbury (2016)
- Clusterf*ck, regia di Mazi Khalighi (2017)
- The Go-Getters, regia di Jeremy LaLonde (2018)
- James vs. His Future Self, regia di Jeremy LaLonde (2019)
- Parallel Minds, regia di Benjamin Ross Hayden (2020)
- The Retreat, regia di Pat Mills (2021)

### Televisione
- H2O – miniserie TV, 2 episodi (2004)
- Verdetto finale (Final Verdict), regia di Richard Roy – film TV (2009)
- The Border – serie TV, episodi 3x08 (2009)
- Rookie Blue – serie TV, episodio 1x11 (2010)
- La mia babysitter è un vampiro – serie TV, episodio 1x11 (2011)
- Michael: Every Day – serie TV, 17 episodi (2011-2017)
- King – serie TV, episodio 2x05 (2012)
- Warehouse 13 – serie TV, episodio 4x04 (2012)
- Lost Girl – serie TV, episodio 3x01 (2013)
- The Listener – serie TV, episodio 5x10 (2014)
- Bitten – serie TV, 15 episodi (2015-2016)
- Private Eyes – serie TV, episodio 2x07 (2017)
- Killjoys – serie TV, 2 episodi (2017)
- Ginny & Georgia – serie TV, 3 episodi (2021-2023)

## Riconoscimenti

### Canadian Screen Awards
- Candidatura per miglior attrice in una serie comica per Claire in Michael:Every Day (2013)

### Canadian Comedy Award
- Candidatura per la migliore interpretazione in un lungometraggio in The Go-Getters (2019)